# Feedreader
Feedreader er et open source program, som bruges til at læse RSS-strømme. Programmet er kendetegnet ved, at det er simpelt bygget op og meget let at bruge. 

## Fakta om Feedreader
- Der er indtil videre udkommet flere versioner.
- Feedreader er et gratis program der kan læse nyhedsoverskrifter fra internetsider.
- Du kan finde dokumentation og FAQ for programmet på ovennævnte hjemmeside.